# Пилар фон Пильхау, Густав Фёдорович
Барон Густав Фёдорович Пилар фон Пильхау (нем. Gustav Friedrich Freiherr Pilar von Pilchau; 1793—1862) — генерал-лейтенант, директор Департамента военных поселений.

## Биография
Происходил из баронского рода Эстляндской губернии (генерал Густав Фёдорович утверждён в баронском достоинстве определением Правительствующего Сената от 28 ноября 1855 года). Родился 2 мая 1793 года.
В военную службу вступил 14 февраля 1812 года прапорщиком в 34-й егерский полк, в рядах которого принимал участие в отражении нашествия Наполеона в Россию. Отличился в арьергардных боях при Смоленске и Витебске, за что был награждён орденом св. Анны 4-й степени. За Бородинское сражение Пилар фон Пильхау получил орден св. Владимира 4-й степени с бантом. В одном из сражений после перехода русской армии в контрнаступление он был ранен «пулею в брюхо, штыком в правую ногу».
По окончании Наполеоновских войн Пилар фон Пильхау перешёл в кавалерию, с 1817 года служил в лейб-гвардии Уланском Её Величества, Нежинском конно-егерском и Новгородском кирасирском полках. С 1827 года командовал Стародубовским кирасирским полком.
В 1831 году Пилар фон Пильхау принимал участие в подавлении восстания в Польше и за боевые отличия был награждён орденом св. Владимира 3-й степени и польским знаком отличия за военное достоинство (Virtuti Militari) 3-й степени. 11 сентября 1831 года он был награждён орденом св. Георгия 4-й степени (№ 4544 по кавалерскому списку Григоровича — Степанова)
За отличие, мужество и храбрость под г. Нуром.
Вслед за тем, 10 апреля 1832 года, он был произведён в генерал-майоры и назначен начальником 1-го, 2-го, 3-го и 4-го кавалерийских округов Украинских военных поселений. 6 декабря 1844 года произведён в генерал-лейтенанты. В начале 1850-х годов назначен директором Департамента военных поселений.
В 1856 году вышел в отставку и поселился в своём имении Старая Водолага Валковского уезда Харьковской губернии. Там он и скончался 27 июня 1862 года.
У Густава Фёдоровича от брака с Варварой Ивановной Дуниной (1799—12.04.1890; похоронена в Ницце), дочерью генерала И. П. Дунина, было два сына. Николай был генерал-лейтенантом, Фёдор отставным майором и за отличие при штурме Карса в 1855 году был награждён орденом св. Георгия 4-й степени.
Брат Карл также был генерал-лейтенантом, командовал 1-й уланской дивизией.

## Награды
За свою службу Густав Пилар фон Пильхау был награждён многими орденами, в их числе:
- Орден Святой Анны 3-й (с 1815 — 4-я) степени (1812 год)
- Орден Святого Владимира 4-й степени c бантом (1812 год)
- Орден Святого Владимира 3-й степени (1831 год)
- Польский знак отличия «За военное достоинство» 3-й степени (1831 год)
- Орден Святого Георгия 4-й степени (1831 год)
- Орден Святого Станислава 1-й степени (1837 год)
- Орден Святой Анны 1-й степени (1839 год; императорская корона к этому ордену пожалована в 1845 году)
- Орден Святого Владимира 2-й степени (1851 год)
- Орден Белого орла (1855 год)